# Virgen Gorda

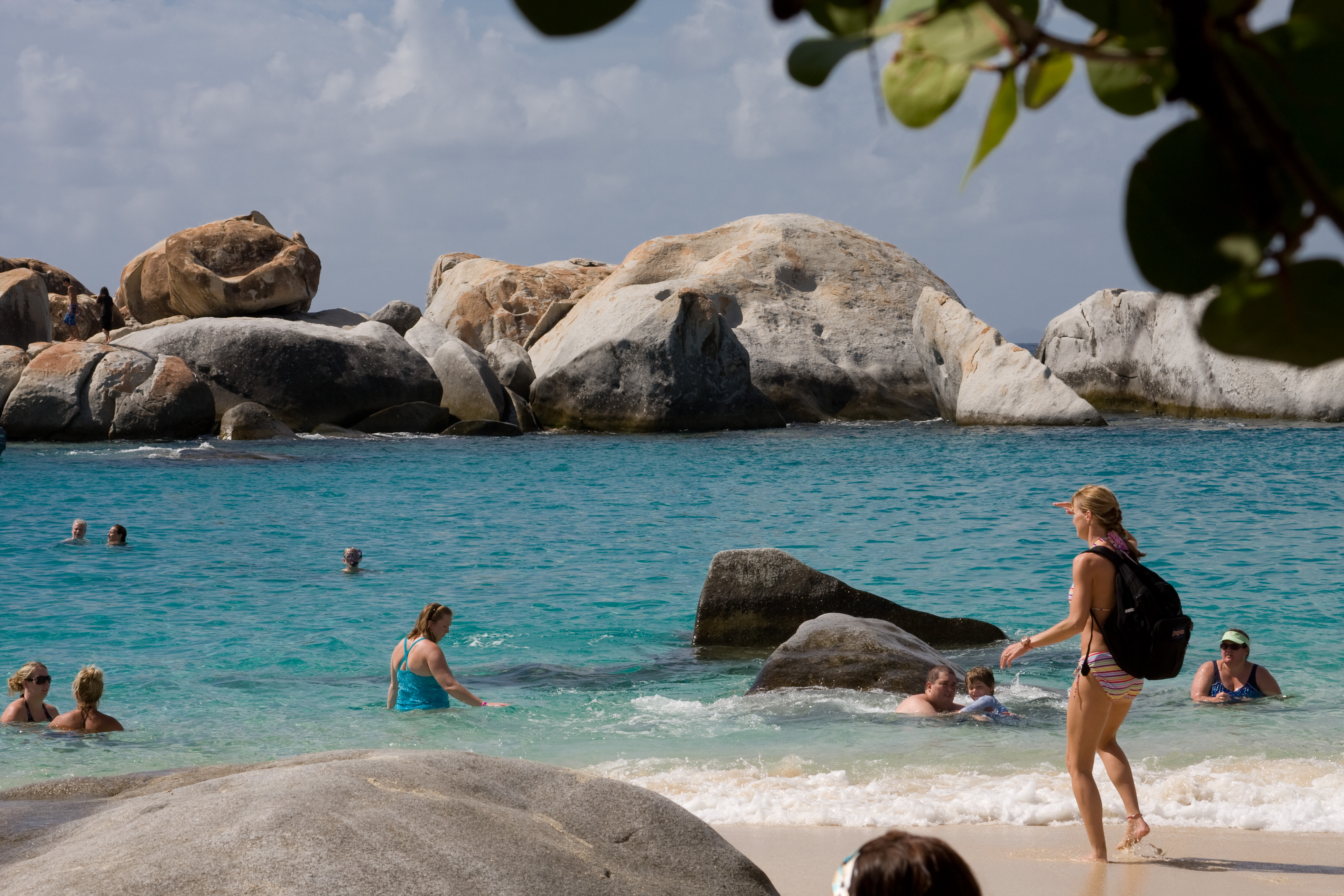
Baños de la Isla Virgen Gorda, Islas Vírgenes Británicas.

Virgen Gorda (anglificada parcialmente como  Virgin Gorda) es la tercera isla más grande (después de Tórtola y Anegada) de la dependencia de las Islas Vírgenes Británicas. Cubre un área de 21 km². El navegante Cristóbal Colón le dio ese nombre por la forma particular de su territorio, siendo su principal localidad Spanish Town (Ciudad Española) en el suroeste de la isla.
Una inusual formación geológica conocida como "The Baths" ("Los Baños") localizada en el sur de la isla hace de Virgen Gorda uno de los destinos turísticos preferidos. En los baños las playas muestran evidencias de los orígenes volcánicos de las islas. Además, cuenta para el transporte aéreo con un aeropuerto, el Virgin Gorda Airport. 